# Self Control (方舟に曳かれて)
「Self Control (方舟に曳かれて)」（セルフ・コントロール はこぶねにひかれて）は、TM NETWORKの9枚目のシングル。1987年2月1日に発売された。

## 解説
1987年に発売されたアルバム『Self Control』の先行シングル。元々シングルとして作った曲では無かったが、CBS・ソニー出版刊行の音楽雑誌『GUITA BOOK』の担当者の一押しにより、シングル発売が決まる。宇都宮隆も本楽曲を先行シングルとして押したという。
イントロのリフがそのままサビのメロディとなっており、歌詞には「アダムとイブ」、「ボニー&クライド」を取り上げている。
小室は「この曲のトラックダウンまでに20回ぐらい音を付け足したいと思っていたが我慢した。それこそセルフ・コントロール（笑）」とインタビューで答えている。
サビのラジオ・ボイスは、木根尚登の声をサンプリングしたもの。宇都宮・小室も試したが一番しっくり来たものは木根の声だという。また本楽曲のジャケット写真では、木根がトレードマークのサングラスを外している。
アルバム・ヴァージョンではアウトロはカットアウト、シンセブラスの和音で終わるが、シングル・ヴァージョンはフェードアウトに変更されヴォーカル収録テイクが異なる。
カップリング曲「Instrumental Mix」は、アルバム・ヴァージョンのInstrumentalで、サビのラジオ・ボイス含めコーラスも消され、純然たるInstrumentalに編集された。
ベストアルバム『TM NETWORK BEST OF BEST 』や『TM NETWORK SUPER BEST』CDの帯には、次のシングル『Get Wild』と並んで、このグループの代表曲として記載されている。

## テレビ番組での披露
結果として功を奏し、本楽曲でテレビ番組『夜のヒットスタジオ』（フジテレビ系列）に初出演。ブレイクのきっかけを作り、次の「Get Wild」につながる布石となっている。
2014年4月14日放送された『僕らの音楽』（フジテレビ）#498「僕らの小室哲哉」で、小田原豊（ドラムス）、鳥山雄司（ギター）が演奏に参加。
2016年8月3日放送された『坂崎幸之助の第2回ももいろフォーク村デラックス』（フジテレビNEXT）で、小室・木根、ももいろクローバーZの高城れにの共演で、コラボ・ユニット「TMももいろクローバーZ」で披露した。

## 評価
澤野弘之は「衝撃的でした。サビのメロディに電子の声をメインに乗せるというのは当時自分が聴いていた音楽に無かったので好きでしたね」と評している。

## 収録曲
| 全作曲・編曲: 小室哲哉。 |                                     |            |            |      |
| #                        | タイトル                            | 作詞       | 作曲・編曲 | 時間 |
| 1.                       | 「Self Control (方舟に曳かれて)」   | 小室みつ子 | 小室哲哉   | 4:39 |
| 2.                       | 「Self Control (Instrumental Mix)」 |            | 小室哲哉   | 5:06 |
| 合計時間:                | 合計時間:                           | 合計時間:  | 9:45       |      |

## 収録アルバム
Self Control (方舟に曳かれて)
- Self Control (アルバムバージョン)
- Gift for Fanks (アルバムバージョン)
- KISS YOU (Single) (VERSION THE BUDOHKAN)
- COLLOSSEUM I (ライブバージョン)
- GROOVE GEAR 1984-1994 (ライブバージョン)
- TETSUYA KOMURO PRESENTS TMN BLACK
- TMN final live LAST GROOVE 5.18 (ライブバージョン)
- TIME CAPSULE all the singles
- STAR BOX
- BEST TRACKS ～A message to the next generation～
- THE LEGEND TM NETWORK
- Welcome to the FANKS! (Disc 2にオリジナルのアルバムバージョン、Disc 3にライブバージョンが収録)
- TM NETWORK THE SINGLES 1 (Disc 1にオリジナル、Disc 2にライブバージョンが収録)
- TM NETWORK BEST OF BEST
- TM NETWORK SUPER BEST
- TM NETWORK ORIGINAL SINGLES 1984-1999
- TM NETWORK ORIGINAL SINGLE BACK TRACKS 1984-1999 (Instrumental Mix、ただしフェードアウト版で収録)
- TAKASHI UTSUNOMIYA ORIGINAL SINGLES 1992-2003 (セルフカバー)
- DRESS2 (Self Control 2014)
- Gift from Fanks M
- LIVE HISTORIA T 〜TM NETWORK Live Sound Collection 1984-2015〜 (ライブバージョン)
- How Do You Crash It?  (「Self Control 2014」のライブバージョン)
- “FANKS intelligence Days” at PIA ARENA MM　(「Self Control 2014」ライブバージョン)
- TM NETWORK TRIBUTE ALBUM -40th CELEBRATION- (アルバムバージョン)
- 40th FANKS intelligence Days 〜YONMARU〜（ライヴ・ヴァージョン）

## カバー
2011年
- globe - 『15YEARS CHRONICLE 〜ON-AIR & OFF-AIR〜 + UNRELEASED TRACKS』に収録。
※当初は2008年12月17日にシングルとしてカバーバージョンが発売される予定だったが、11月4日に小室が詐欺容疑で逮捕されたため、同日にエイベックスが発売中止を決定した。その後2011年5月4日発売の『15YEARS CHRONICLE 〜ON-AIR & OFF-AIR〜 + UNRELEASED TRACKS』に収録されたものの、結論としてシングル単品としての発売は同時期に予定されていた「Get Wild」共々結局最後まで叶わなかった。

2017年
- DREAMING MONSTER - 『ココロに、雨。』に収録。

2024年
- CAPSULE - 『TM NETWORK TRIBUTE ALBUM -40th CELEBRATION-』に収録。